# 1949 en Belgique
Chronologie de la Belgique
- 1945
- 1946
- 1947
- 1948
- 1949
- 1950
- 1951
- 1952
- 1953

Cette page recense des événements qui se sont produits durant l'année 1949 en Belgique.

## Chronologie

### Juin 1949
- 26 juin : élections législatives. Il s'agit des premières élections depuis l'introduction du droit de vote des femmes.

## Culture

### Bande dessinée
- Le Temple du Soleil.

### Littérature
- Prix Victor-Rossel : Jean Welle, Le Bonheur est pour demain...

## Sciences
- Prix Francqui : Léon Rosenfeld (physique nucléaire, ULg).